# Synodische maand

1–2 siderische maand en
1–3 synodische maand

Een synodische maand of lunatie is de tijd tussen twee nieuwe manen. Deze maanmaand heeft een duur die varieert van 29,18 tot 29,93 dagen, gemiddeld 29,530 59 kalenderdagen, dat wil zeggen: 29 dagen, 12 uren, 44 minuten en 3 seconden. Het verschil tussen een synodische en een siderische maand is dat de duur van een synodische maand niet wordt berekend aan de hand van steeds terugkerende posities van de Maan aan de hemelbol ten opzichte van de vaste sterren. In plaats daarvan wordt bij het bepalen van de duur van een synodische maand rekening gehouden met het feit dat de Aarde eenmaal per jaar om de Zon draait. Een synodische maand duurt daarom ongeveer 1/12e langer dan een siderische maand.

## Verhouding met tropisch jaar
Een tropisch jaar is 365,242 2 dagen. Een cyclus van Meton, een periode van 235 synodische maanden is 1,000 013 maal zo lang als 19 tropisch jaren, dus vrijwel even lang, met een afwijking van slechts 13 ppm. Een tropisch jaar is 12,368 26 synodische maanden, terwijl 235/19 = 12,368 42. 19 tropische jaren zijn 6 939,602 dagen, terwijl 235 synodische maanden 6 939,689 dagen zijn. Hiervan wordt bij lunisolaire kalenders gebruikgemaakt: bij een kalendersysteem waarbij 19 opeenvolgende kalenderjaren steeds bestaan uit 235 opeenvolgende kalendermaanden, geldt, ook als het aantal dagen van zo'n periode niet steeds gelijk is, dat de verhouding van een gemiddeld kalenderjaar tot een gemiddelde kalendermaand vrijwel overeenkomt met de verhouding van een tropisch jaar tot een synodische maand. Als men het kalendersysteem dus zo ontwerpt dat een gemiddeld kalenderjaar vrijwel overeenkomt met een tropisch jaar, dan zal ook een gemiddelde kalendermaand vrijwel overeenkomen met een synodische maand. Omgekeerd ook: als men het kalendersysteem zo ontwerpt dat een gemiddelde kalendermaand vrijwel overeenkomt met een synodische maand, dan zal een gemiddeld kalenderjaar vrijwel overeenkomen met een tropisch jaar. Daarbij is inderdaad de nauwkeurigheid het grootst als het aantal dagen van zo'n kalenderperiode niet steeds gelijk is, want dat zou dan een heel getal moeten zijn, op zijn best 6 940 dagen, met jaren die gemiddeld 57 ppm te lang zijn en maanden die gemiddeld 45 ppm te lang zijn. Optimaal is een gemiddelde duur van 6 939,602 dagen als de correcte gemiddelde lengte van de jaren het belangrijkste is, of 6 939,689 dagen als de correcte gemiddelde lengte van de maanden het belangrijkste is, of anders iets ertussenin.

## Kalenders

### Islamitische kalender
De islamitische kalender is een maankalender en is in 12 maanmaanden opgedeeld. Deze maanden beginnen na een nieuwe maan en eindigen er ook mee. Deze maanden duren dus even lang als een synodische maand. De duur ervan wordt naar 29 of 30 dagen afgerond. De ramadan duurt zodoende ook zo lang. Een jaar dat op dergelijke kalenders is gebaseerd telt bijgevolg 354 dagen.

### Joodse kalender
De gemiddelde duur van een maand is in de joodse kalender gelijk aan de duur van de synodische maand, afgerond op een veelvoud van 1/18 minuut, dit is 29 dagen, 12 uren, 44 1/18 minuut, dit zijn {\displaystyle {\frac {765433}{25920}}} = 29,530 594 dagen. Dit is een afwijking van afgerond 0 ppm. Het joodse kalenderjaar is daardoor gemiddeld 13 ppm langer dan een tropisch jaar, namelijk 365,246 8 dagen. Dit geeft een verschuiving van een maand in 6 000 jaar.

## Websites
- Uitleg bij de tabellen verschijnselen van de Maan.
- Sterrenkunde in Nederland. Lunatie.